# 栉齿核果螺
栉齿核果螺（学名：Drupa spathulifera），是新腹足目骨螺科核果螺属的一种。主要分布于中国大陆，常栖息在低潮线下。
Drupa spathulifera (Blainville, 1832) 现接受为 Drupa rubusidaeus Röding, 1798。